# Méliphage à tête rayée
Pycnopygius stictocephalus
Espèce
Statut de conservation UICN

 LC  : Préoccupation mineure
Le Méliphage à tête rayée (Pycnopygius stictocephalus) est une espèce de passereau de la famille des Meliphagidae.

## Répartition
Cet oiseau vit en Nouvelle-Guinée.

## Habitat
Il habite les forêts humides tropicales et subtropicales de basse altitude.